# Hidden Stash
Albums de Kottonmouth Kings
Stashbox
(1999) High Society
(2000)
Hidden Stash est la première compilation et le deuxième album officiel des Kottonmouth Kings, sortie le 26 octobre 1999.

## Liste des titres
| No  | Titre                                | Album original                                                               | Durée |
| --- | ------------------------------------ | ---------------------------------------------------------------------------- | ----- |
| 1.  | Frontline                            | Stoners Reeking Havoc                                                        | 5:30  |
| 2.  | Old (So High)                        | Stash Box                                                                    | 4:45  |
| 3.  | Roll It Up                           | Stoners Reeking Havoc                                                        | 4:03  |
| 4.  | Everyday                             | Inédit                                                                       | 3:38  |
| 5.  | 1605 Life                            | Stoners Reeking Havoc                                                        | 3:37  |
| 6.  | Love Songs                           | Stoners Reeking Havoc (édition vinyle)                                       | 4:13  |
| 7.  | Shouts Going Out                     | Stash Box                                                                    | 4:32  |
| 8.  | Three Horny Devils                   | Stoners Reeking Havoc                                                        | 4:27  |
| 9.  | Freaks                               | Stoners Reeking Havoc (édition vinyle, sous le titre Freaks of the Industry) | 4:20  |
| 10. | Nightlife (featuring Johnny Richter) | Inédit                                                                       | 3:22  |
| 11. | Pimp Twist                           | Royal Highness                                                               | 4:38  |